# هنري توماس (ممثل)
هنري جاكسون توماس (بالإنجليزية: Henry Thomas)‏ (9 سبتمبر 1971 -)، ممثل أمريكي يعد أشهر أدواره على الأطلاق فيلم الخيال العلمي (أي تي).

## روابط خارجية
- هنري توماس على موقع IMDb (الإنجليزية)
- هنري توماس على موقع ميتاكريتيك (الإنجليزية)
- هنري توماس على موقع روتن توميتوز (الإنجليزية)
- هنري توماس على موقع ألو سيني (الفرنسية)
- هنري توماس على موقع ميوزك برينز (الإنجليزية)
- هنري توماس على موقع أول موفي (الإنجليزية)
- هنري توماس على موقع قاعدة بيانات الأفلام السويدية (السويدية)
- هنري توماس على موقع إن إن دي بي (الإنجليزية)
- هنري توماس على موقع ديسكوغز (الإنجليزية)
- هنري توماس على موقع قاعدة بيانات الفيلم (الإنجليزية)